# يلفريد ويسيميل
يلفريد ويسيميل مواليد 31 يناير 1950 في بلجيكا، هو دراج بلجيكي. شارك في دورة الألعاب الأولمبية الصيفية.

## سباقات أو مراحل فاز بها
- طواف فرنسا
- طواف إسبانيا
- طواف سويسرا

## روابط خارجية
- يلفريد ويسيميل على موقع أرشيف الدراجات (الإنجليزية)
- يلفريد ويسيميل على موقع إحصائيات الدراجات الإحترافية (الإنجليزية)
- يلفريد ويسيميل على موقع CycleBase (الإنجليزية)
- يلفريد ويسيميل على موقع أوليمبيديا (الإنجليزية)